# Cayaponia citrullifolia
Cayaponia citrullifolia là một loài thực vật có hoa trong họ Cucurbitaceae. Loài này được (Griseb.) Cogn. ex Griseb. mô tả khoa học đầu tiên năm 1879.